# Mikitamäe község
Mikitamäe község (észtül: Mikitamäe vald) közigazgatási egység Észtország Põlva megyéjében, Setumaa történelmi régióban. Székhelye Mikitamäe falu. Lakossága 2015. január 1-jén 900 fő volt, népsűrűsége 8,7 fő/km².

## Települések
A községet  18 falu alkotja:
- Audjassaare
- Beresje
- Igrise
- Järvepää
- Kahkva
- Karisilla
- Laossina
- Lüübnitsa
- Mikitamäe
- Niitsiku
- Puugnitsa
- Rääsolaane
- Rõsna
- Selise
- Toomasmäe
- Usinitsa
- Varesmäe
- Võõpsu